# Michel Brancucci
Michel Brancucci (Delémont, 9 september 1950 - Bazel, 18 oktober 2012) was een Zwitsers entomoloog.
Brancucci werd geboren in Delémont, Jura, Zwitserland in 1950. Hij ging naar school in Malleray en Saint-Maurice en van 1973 tot 1976 studeerde hij biologie aan de Universiteit van Neuchâtel, zijn proefschrift was getiteld La Faune des Dytiscides de la rive sud du Lac de Neuchâtel. Aan de Universiteit van Bazel werkte hij onder leiding van professor H. Nüesch en Dr. W. Wittmer aan Vergleichende Morphologie, Evolution und Systematik der Cantharidae (Coleoptera) en haalde zijn Ph.D. in 1980. Hij volgde Walter Wittmer op, in dienst van het Naturhistorisches Museum Basel waar hij tot zijn dood werkzaam was. Als entomoloog was hij werkzaam op het gebied van de kevers (coleoptera) en gespecialiseerd op het gebied van de waterroofkevers (Dytiscidae) en echte weekschildkevers (Cantharidae). Hij beschreef veel nieuwe taxa en publiceerde, naast een groot aantal wetenschappelijke artikelen over kevers, ook kookboeken en populaire boeken over pompoenen voor een groter publiek. 
- Gemeinsame Normdatei: 123212065
- International Standard Name Identifier: 0000 0003 6906 2560
- Library of Congress Control Number: no94035154
- Nederlandse Thesaurus van Auteursnamen: 311813623
- Virtual International Authority File: 35358095
- WorldCat: E39PBJq73KkrvYHbhRFygwJbh3